# Arenzville
Arenzville es una villa ubicada en el condado de Cass en el estado estadounidense de Illinois. En el Censo de 2010 tenía una población de 409 habitantes y una densidad poblacional de 202,2 personas por km².

## Geografía
Arenzville se encuentra ubicada en las coordenadas 39°52′49″N 90°22′14″O / 39.88028, -90.37056. Según la Oficina del Censo de los Estados Unidos, Arenzville tiene una superficie total de 2.02 km², de la cual 2,02 km² corresponden a tierra firme y (0 %) 0 km² es agua.

## Demografía
Según el censo de 2010, había 409 personas residiendo en Arenzville. La densidad de población era de 202,2 hab./km². De los 409 habitantes, Arenzville estaba compuesto por el 96,82 % blancos, el 0,24 % eran amerindios, el 2,2 % eran de otras razas y el 0,73 % eran de una mezcla de razas. Del total de la población el 2,69 % eran hispanos o latinos de cualquier raza.